# Anonymus Neveleti
Anonymus Neveleti (Anonymus von Nevelet) bezeichnet eine mittelalterliche Sammlung aesopischer Fabeln in lateinischer Sprache (Esopus moralisatus).
Es handelt sich um eine Sammlung von 58 in Distichen verfassten Fabeln, die auf einer einem Autor Romulus aus dem 5. Jahrhundert zugeschriebenen Fabelsammlung beruht, die ihrerseits teilweise auf Aesop zurückgeht. Als Autor wird ein Gualterus Anglicus vermutet, der im 12. Jahrhundert gelebt haben soll. Die Sammlung galt in der Zeit als „der Aesop“ schlechthin, hatte einen festen Platz im Lese- und Schreibunterricht der Lateinschulen und erlangte durch Ulrich Boner, der sie als eine Quelle seiner Fabelsammlung nutzte, wesentlichen Einfluss auf die deutschsprachige Fabeldichtung. In der Bibliothek des Bischofs von Sitten, Walter Supersaxo, und seines Sohnes Georg Supersaxo findet sich eine handschriftliche Kopie der Fabeln, die um 1474 entstanden ist. Benannt wurde die Sammlung nach Isaac Nicolas Nevelet, der 1610 die erste Druckfassung veröffentlichte.